# Simeon Moskovski
Simeon Ivanovič Ponosni  (rusko Семён Иванович Гордый, Semjon Ivanovič Gordi) je bil moskovski knez in veliki vladimirski knez, * 7. september 1317, Moskva, Velika moskovska kneževina, † 27. april 1353, Moskva, Velika moskovska kneževina.
Nadaljeval je politiko svojega očeta Ivana I., katere cilj je bil povečati moč in ugled njegove države. Simeonovo vladavino so zaznamovali  stalni vojaški in politični spori z Novgorodsko republiko in Veliko litovsko kneževino. Njegovi odnosi s sosednjimi ruskimi kneževinami so ostali miroljubni, če ne celo pasivni, ker se je izogibal konfliktov med podrejenimi knezi. K vojni se je zatekel le, ko je bila neizogibna. Relativno mirno obdobje njegove vladavine je končala črna kuga, ki je leta 1353 vzela življenja Simeona in njegovih sinov.

## Življenje
Simeon je bil najstarjši sin svojega predhodnika Ivana I. Leta 1340 je bil nastanjen v Nižnem Novgorodu. Ko je izvedel za očetovo smrt, so on in njegova brata Andrej in Ivan  odšli v Zlato Hordo, da bi od Uzbeg kana dobili patent (jarlik) za prevzem naslova velikega kneza. Kanu sta se poklonila tudi njihova tekmeca Konstantin Tverski in Konstantin Suzdalski in zahtevala prednost pred moskovskimi knezi. Simeon je pridobil patent s podkupovanjem kanovega spremstva. Kneza  Tvera in Suzdala sta se morala sprijazniti z njegovim seniorstvom. Uzbeg kan je Simeonov naslov velikodušno razširil tudi na njegove otroke. Bizantinsko cesarstvo je Simeonu podelilo visok dvorni nslov epi trapez offikios (grško ὁ ἐπί τραπέζης ὀφφίκιος),  ki  je bil nekakšen senešal (dvorni upravitelj).
Istega leta 1340 se je Simeon prvič spopadel z Novgorodom. Od njega je zahteval svojo pravico do pobiranja davkov v novgorodskem mestu Toržok. Toržoški bojarji so zaprli Simeonove davkarje in poklicali na pomoč Novgorod. Simeon in metropolit Teognost sta naglo organizirala koalicijo knezov proti Novgorodu, pri čemer sta trdila, da »oni [Novgorodci] sklepajo vojno in mir s komer koli hočejo in se ne posvetujejo z nikomer. Novgorod ne upošteva Rusije in ne bo uboga njenega velikega kneza«.  Sklicevala sta se tudi na vdore Novgorodcev v Ustjužno in Belozersk.  Ko so se koalicijske sile približale novgorodskemu  ozemlju, so se prebivalci Toržoka uprli bojarjem in stopili na moskovsko stran. Novgorodska republika se je s tem sprijaznila in Simeonu prepustila vse davke z območja Toržoka. Ocenjuje se, da so davki znašali 1000 rubljev v srebru letno. Simeon se je obvezal, da bo spoštoval obstoječe sporazume.
Kmalu po razpustitvi moskovske koalicijske vojske je leta 1341 Možajsk oblegal Algirdas, tedaj knez Vitebska in zaveznik smolenskega kneza. Novica o smrti velikega litovskega kneza Gediminasa je prisilila Algirdasa, da je pohod prekinil še preden je Simeon uspel organizirati vojsko za protinapad. Simeonov vladar Uzbeg kan je kmalu zatem umrl. Njegov naslednik Džanibeg si je s pomorom svojih bratov zagotovil oblast v Hordi in Simeon in Teognost sta morala znova odpotovati v Hordo. Džanibeg je Simeonu potrdil njegove pravice in ga izpustil, Teognosta pa obdržal kot talca, morda zato, da bi od cerkve izsilil denar. Teognosta je izpustili za 600 rubljev odkupnine.
Leta 1333 se je Simeon poročil z Algirdasovo sestro Aigusto (Anastazijo). Po njeni smrti leta 1345 se je poročil z Evpraksijo Fjodorovno, vendar jo je kmalu poslal nazaj k njeni družini, češ da je od poroke prekleta in »se zdi, da je vsako noč mrtva«. Evpraksija se je zatem poročila s knezom Fominskim, Simeon pa z Marijo Aleksandrovno. Njuni štirje sinovi so umrli v otroštvu.
V 40.  letih 13. stoletja so litovski in švedski vojaški pohodi ter notranji politični nemiri zmanjšali vpliv Novgorodske republike. Simeon, čigar naslov velikega kneza ga je zavezoval k zaščiti Novgoroda, tega ni hotel storiti, kot da bi pričakoval, da bo oslabljena republika propadla v njegovo korist. Leta 1347, ko so ga Novgorodci poklicali na pomoč proti Švedom, je Simeon v Novgorod poslal svojega brata Ivana in Konstantina Rostovskega, ki pomoči nista odobrila.
Sam Simeon je bil zaposlen z izničevanjem vpliva Litovcev v Hordi in hkrati nudil zavetje dvema odpadniškima litvanskima knezoma kot potencialnima kandidatoma za litovsko krono. Zmanipuliral je Džanibega in ga prepričal, da naraščajoča moč Litve  postaja  najpomembnejša grožnja Hordi. Džanibeg se je sčasoma strinjal s Simeonovimi odposlanci (mongolske narodnosti) in izročil litovske odposlance na milost in nemilost Simeonu. Simeon se je odloćil za mir, podpisal premirje z Algirdasom, izpustil ujetnike in zagotovil poroke med litovskimi knezi in ruskimi nevestami. Poroko poganskega Algirdasa s pravoslavno princeso Uljano Tversko, s stališča cerkve nezakonito, je Teognost kljub temu odobril. Uljana je postala mati velikega litovskega kneza in kasneje poljskega kralja Vladislava II.
V letih 1351–1352 je Simeon napadel Algirdasa zaradi nadzora nad majhnimi mesti na območju Smolenska. Tudi ta spopad se ni razvil v odprto vojno, saj je Algirdas dal prednost pogajanjem. Litovci so prvi krog pogajanj prekinili, Simeon pa je kljub temu zavaroval sporna mesta v svojo korist, kar je bilo zadnje dejanje v njegovem življenju.

## Smrt
Na rusko ozemlje se je začela širiti črna kuga, ki je bila v današnji južni Rusiji in Ukrajini zabeležena že leta 1346. Skandinavijo je prizadela leta 1349, Pskov na  začetku leta 1352 in Novgorod avgusta 1352. V Pskovu sta do konca leta umrli dve tretjini prebivalcev. Enako se je ponovilo v Litvi  in severovzhodni Rusiji. V Moskvo je kuga prišla leta 1353 in ubila Teognosta, Simeona, njegova sinova Simeona Simeonoviča in Ivana Simeonoviča in njegovega brata Andreja, ki je Simeona preživel za šest tednov.
Simeon je pred svojo smrtjo leta 1353 je sprejel meniške zaobljube in prevzel ime Sozont. Za moskovskega metropolita in Teognostovega naslednika je imenoval Alekseja. Soprogi Mariji Tverski je zagotovil donosno posest. Simeonova oporoka velja za prvo  Rusiji, napisano na papirju. Vse prejšnje so bile napisane na pergamentu. Pokopan je bil v Stolnici nadangelov v Moskovskem kremlju.

## Otroci

### Otroci z Aigusto Litovsko
- Vasilij Simeonovič (12. april 1337 – 1338)[9]
- Vasilisa Simeonovna (umrla 20. aprila 1369), poročena s kašinskim knezom Mihaelom Vasijevičem
- Konstantin Simeonovič (rojen in umrl leta 1341)
- hčerka, poročena z Aleksandrom Litovskim

### Otroci z Marijo Aleksandrovno
- Danil Simeonovič (15. december 1347 – umrl mlad)
- Mihael Simeonovič (1348 – umrl mlad)
- Ivan Simeonovič (1351 – marec 1353), umrl zaradi kuge istočasno z očetom
- Simeon Simeonovič (1352 – marec 1353), umrl zaradi kuge istočasno z očetom